# Aplocheilichthys macrurus
Aplocheilichthys macrurus е вид лъчеперка от семейство Poeciliidae. Видът не е застрашен от изчезване.

## Разпространение и местообитание
Разпространен е в Ангола и Намибия.
Обитава сладководни басейни, реки и потоци.

## Описание
На дължина достигат до 5 cm.